# Uniwersjada Europejska 2018
Uniwersjada Europejska 2018 – 4. edycja uniwersjady europejskiej rozegrana w portugalskiej Coimbrze. Odbyła się w dniach 15–28 lipca 2018.

## Dyscypliny
Zawody obejmowały 13 dyscyplin sportowych;

- Badminton
- Futsal
- Judo
- Kajakarstwo
- Koszykówka
- Koszykówka 3×3
- Piłka nożna
- Piłka ręczna
- Piłka siatkowa
- Rugby 7
- Wioślarstwo
- Tenis
- Tenis stołowy